# Misias
Misias era en nombre que recibían unas fiestas establecidas por Misio Argivo en honor de Ceres en memoria por haberse hospedado esta deidad en su casa. Misias erigió un templo en las inmediaciones de la ciudad de Pallene en su honor.
Estas fiestas duraban tres días y en el último las mujeres expulsaban del templo a los hombres y a los perros, permaneciendo ellas en él con las perras durante veinticuatro horas, transcurridas las cuales los hombres volvían al templo con grandes regocijos.